# NGC 1609
NGC 1609 est une galaxie lenticulaire située dans la constellation de l'Éridan. NGC 1609 a été découverte par l'astronome germano-britannique William Herschel en 1786.

## Caractéristiques
Sa vitesse par rapport au fond diffus cosmologique est de 4 268 ± 23 km/s, ce qui correspond à une distance de Hubble de 63,0 ± 4,4 Mpc (∼205 millions d'al).
À ce jour, une mesure non basée sur le décalage vers le rouge (redshift) donne une distance d'environ 67,000 Mpc (∼219 millions d'al).